# Município de Deerfield (condado de Morgan, Ohio)
Localização do Ohio nos E.U.A.
O município de Deerfield (em inglês: Deerfield Township) é um município localizado no condado de Morgan no estado estadounidense de Ohio. No ano 2010 tinha uma população de 927 habitantes e uma densidade populacional de 10,84 pessoas por km².

## Geografia
O município de Deerfield encontra-se localizado nas coordenadas 39° 41′ 05″ N, 81° 58′ 38″ O. Segundo o Departamento do Censo dos Estados Unidos, o município tem uma superfície total de 85.48 km², da qual 85,25 km² correspondem a terra firme e (0,27 %) 0,23 km² é água.

## Demografia
Segundo o censo de 2010, tinha 927 pessoas residindo no município de Deerfield. A densidade de população era de 10,84 hab./km².